# (31658) 1999 HU8
1999 HU8 (asteroide 31658) é um asteroide da cintura principal. Possui uma excentricidade de 0.09086980 e uma inclinação de 9.42067º.
Este asteroide foi descoberto no dia 17 de abril de 1999 por LINEAR em Socorro.